# Iveldingen
Iveldingen (Frans: Iveldange) is een Duitstalig gehucht in de deelgemeente Amel, van de gelijknamige gemeente in de Belgische provincie Luik.

## Bezienswaardigheden
- Sint-Barbarakapel (1688), gerenoveerd in 1987 (onder monumentenzorg)
- Sint-Barbarakerk, modern (1985)
- Hallbacher Mühle op de weg tussen Deidenberg en Iveldingen

## Nabijgelegen kernen
Eibertingen, Deidenberg, Montenau, Ondenval
Deelgemeenten: Amel · Heppenbach · Meyerode

Overige kernen: Born · Deidenberg · Eibertingen · Halenfeld · Hepscheid · Herresbach · Iveldingen · Medell · Mirfeld · Möderscheid · Montenau · Schoppen · Valender · Wereth

Belgische gemeenten · Duitstalige Gemeenschap · Arrondissement Verviers · Luik · Wallonië